# Polnisches Luftfahrtmuseum

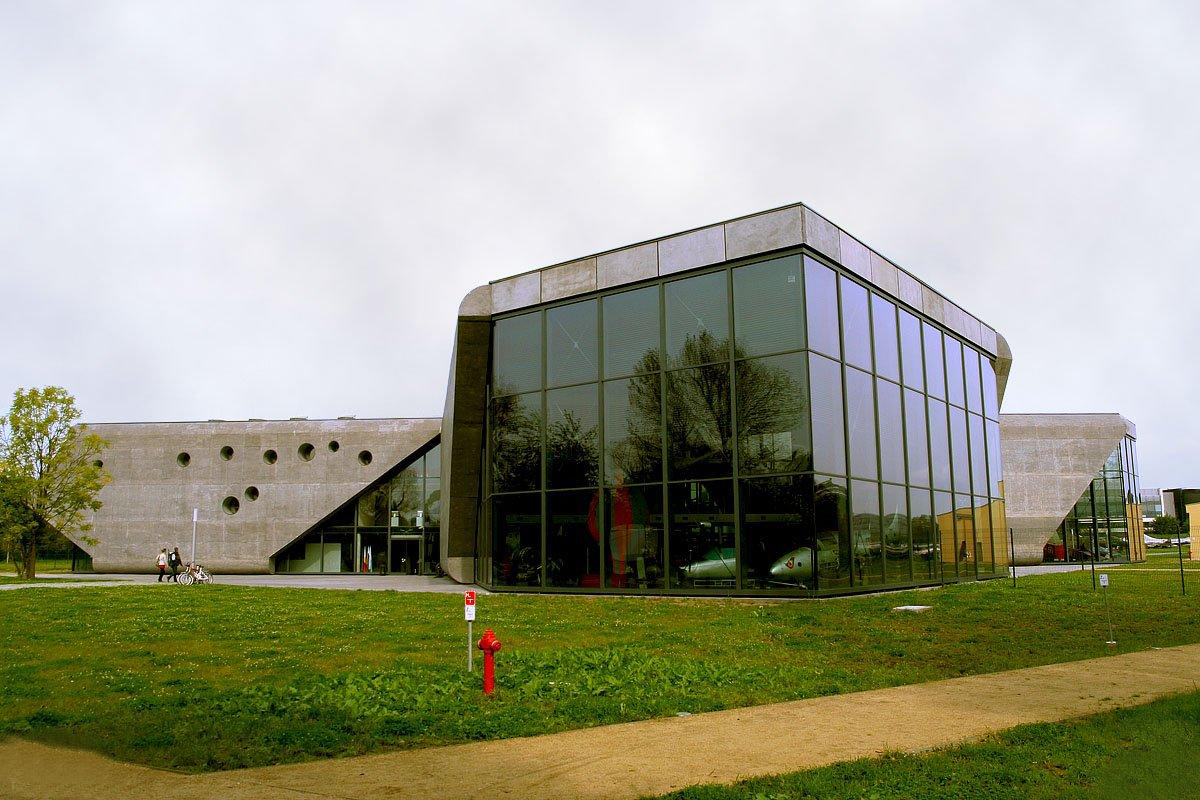

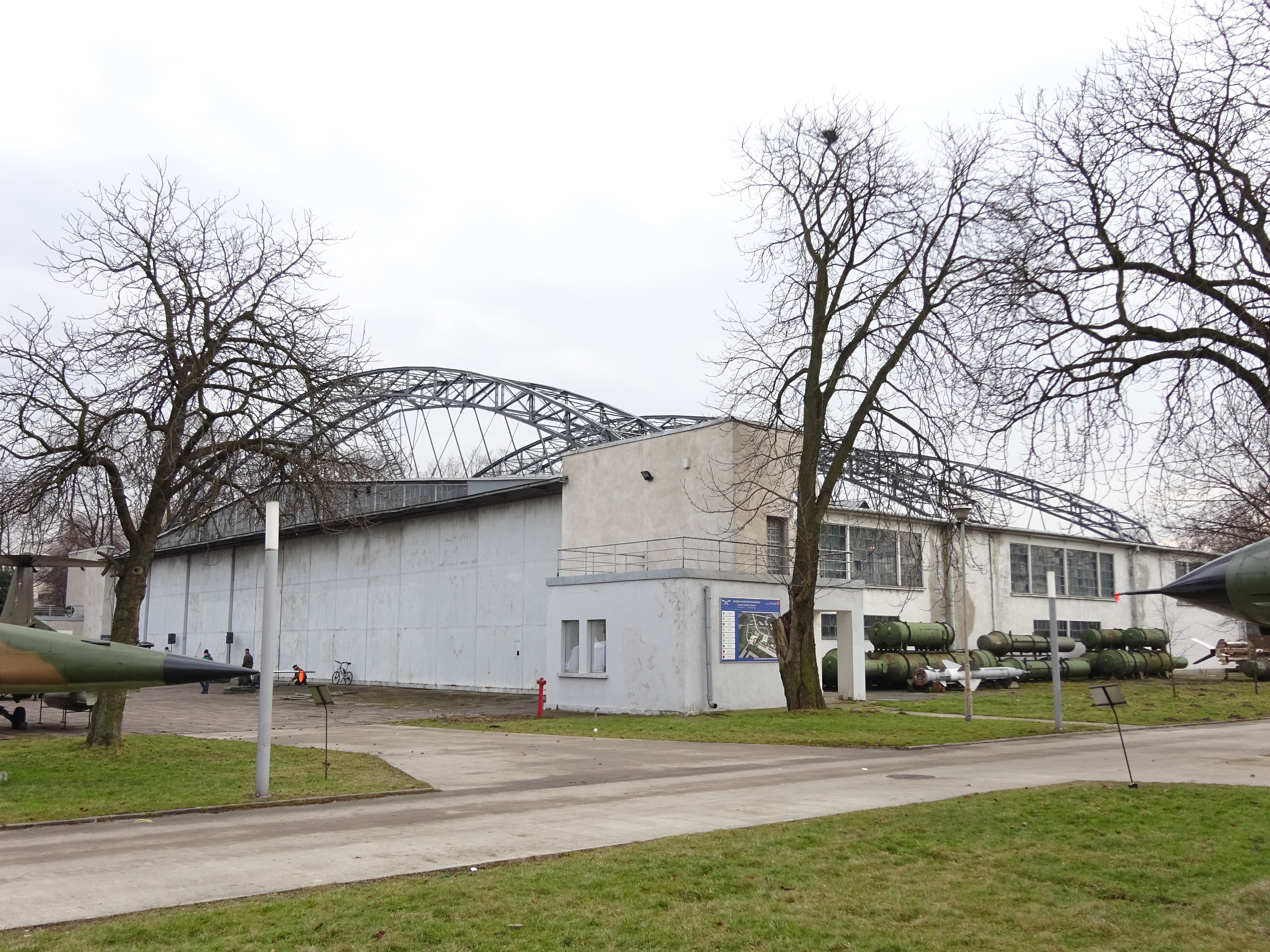
Großer Hangar

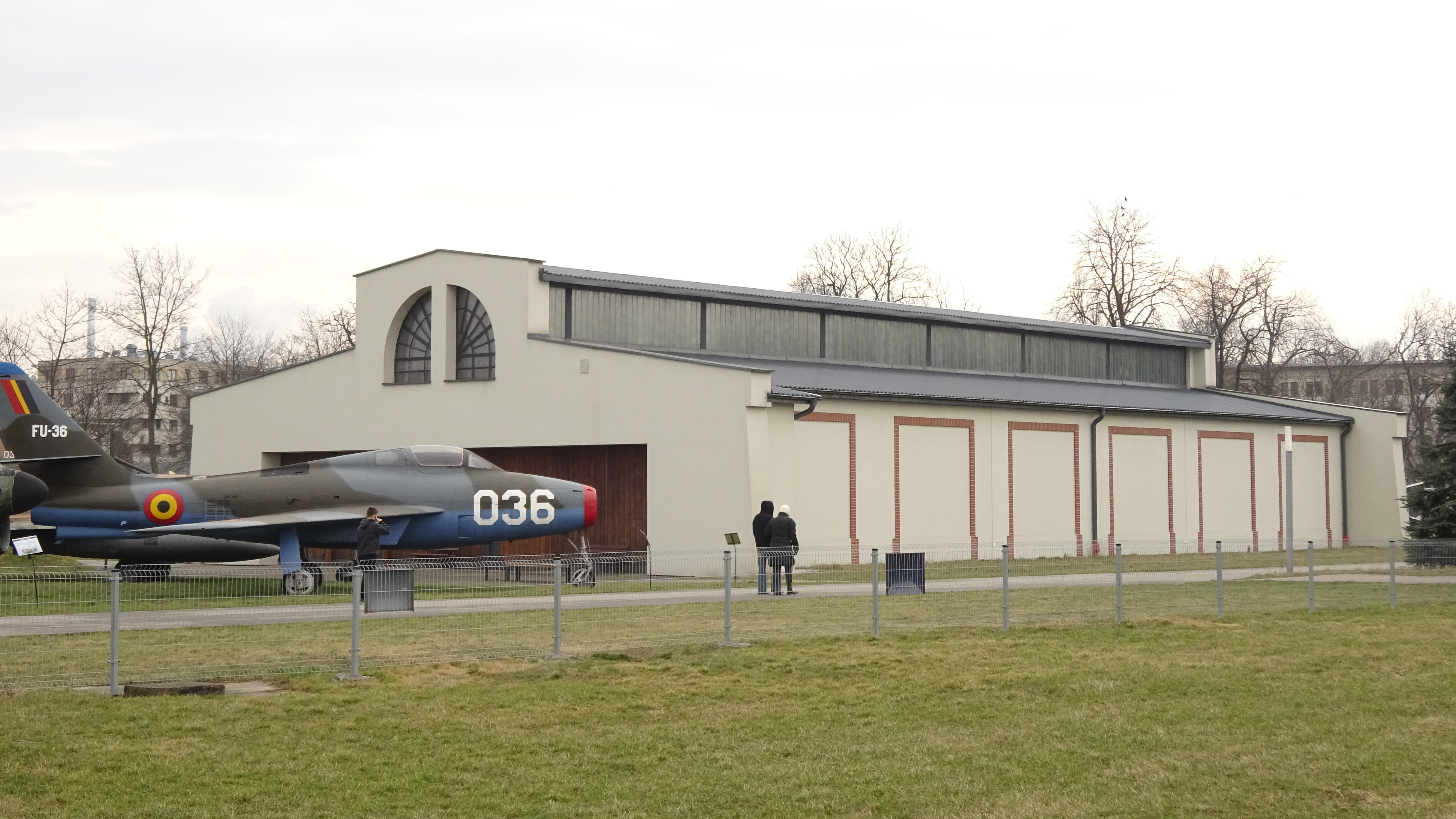
Kleiner Hangar

Das Polnische Luftfahrtmuseum (polnisch Muzeum Lotnictwa Polskiego w Krakowie) befindet sich am Rande des Areals des ehemaligen Flughafens von Krakau, zwischen Rakowice und Czyżyny, in Krakau. Es handelt sich um eines der weltweit größten Luftfahrtmuseen.

## Geschichte
Der Flugpark 7 wurde im Jahr 1912 von Österreichern eröffnet. Das Museum wurde 1964 nach einer Flugzeugausstellung gegründet. Bis 2010 wurden die Ausstellungsstücke in vier ehemaligen Flugzeughangars ausgestellt, die für Museumszwecke nur bedingt geeignet waren. Im September 2010 erhielt das Museum einen von den Architekten Peter Ruge und Justus Pysall entworfenen zwölf Meter hohen Neubau, der auf 4.500 Quadratmetern einen Teil der Exponate fasst. Die Sammlung beinhaltet im Neubau, den acht historischen Hallen und in der Open-Air-Ausstellung über 200 Flugzeuge und etwa 100 Flugzeugmotoren, außerdem eine Luftfahrt-Bibliothek und Fotoarchive. In seinem Bestand befinden sich unter anderem schwedische, britische und US-amerikanische Militärmaschinen, aus dem Ersten Weltkrieg stammende Flugzeuge, Zivilmaschinen, Segelflugzeuge sowie seltene Exponate wie eine Etrich Taube von 1910, die Reste eines Société-Antoinette-Flugzeugs von 1908 oder die PZL P.11 aus den späten 1920er-Jahren. Darüber hinaus steht in der Haupthalle ein Denkmal für die in der Luftschlacht um England seit 1940 getöteten Polen.
Die Bundesrepublik Deutschland fordert bis heute Ausstellungsstücke zurück, die vor allem der Deutschen Luftfahrtsammlung Berlin entstammen. Diese wurden 1943 nach Scharnikau in Pommern ausgelagert und verblieben nach Ende des Zweiten Weltkrieges in Polen.

## Exponate

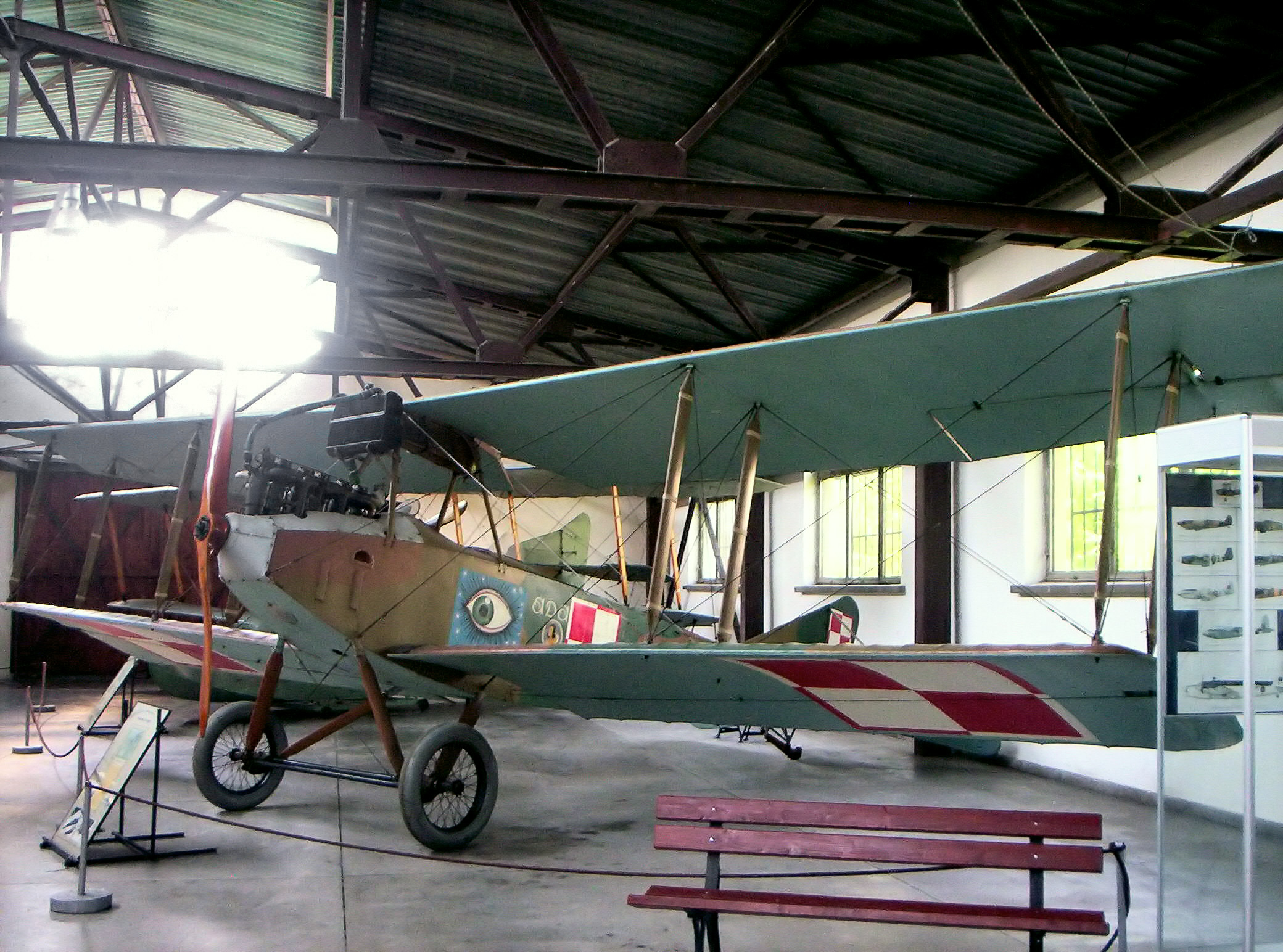
Albatros B.II der Polnischen Luftstreitkräfte

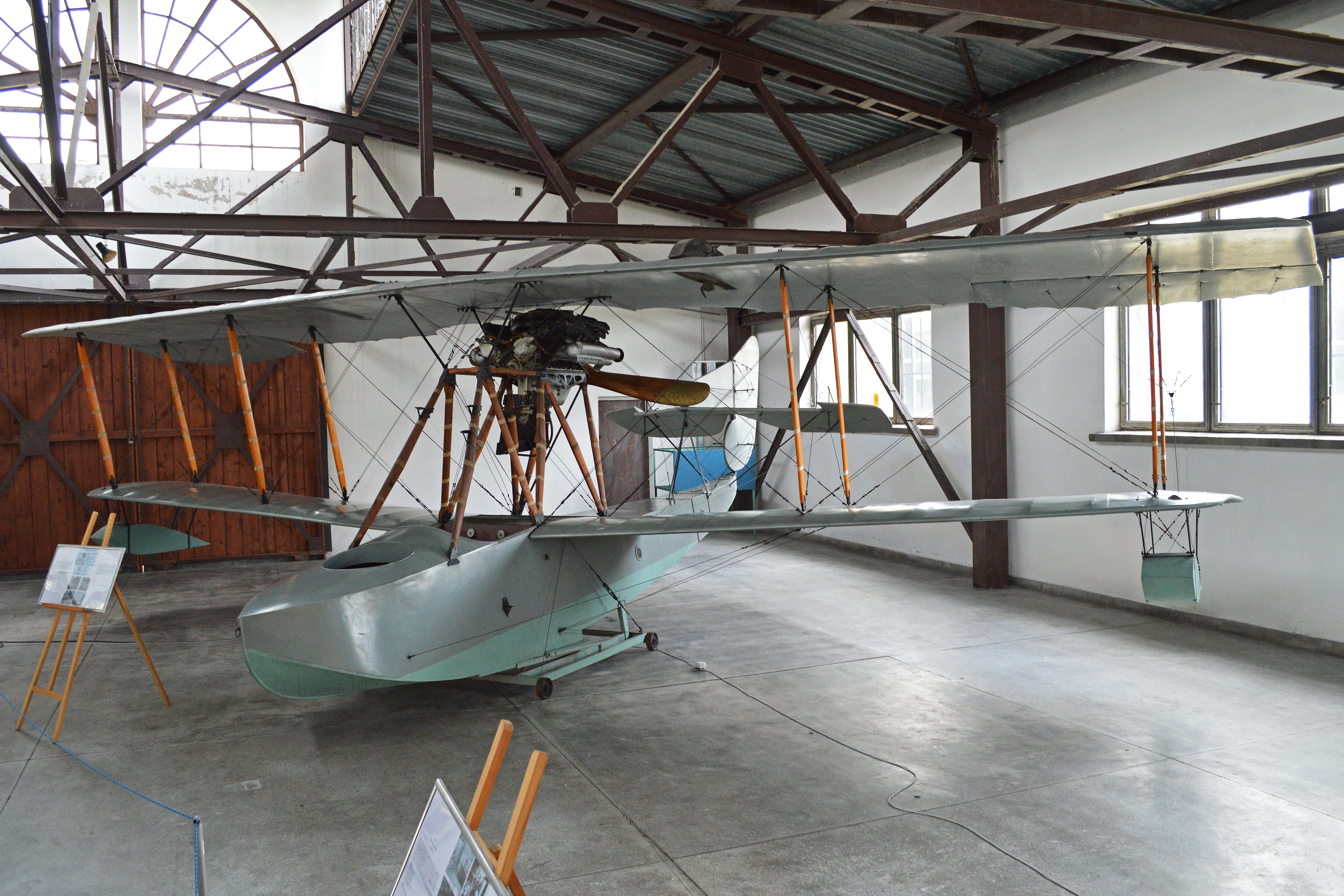
Grigorowitsch M-15

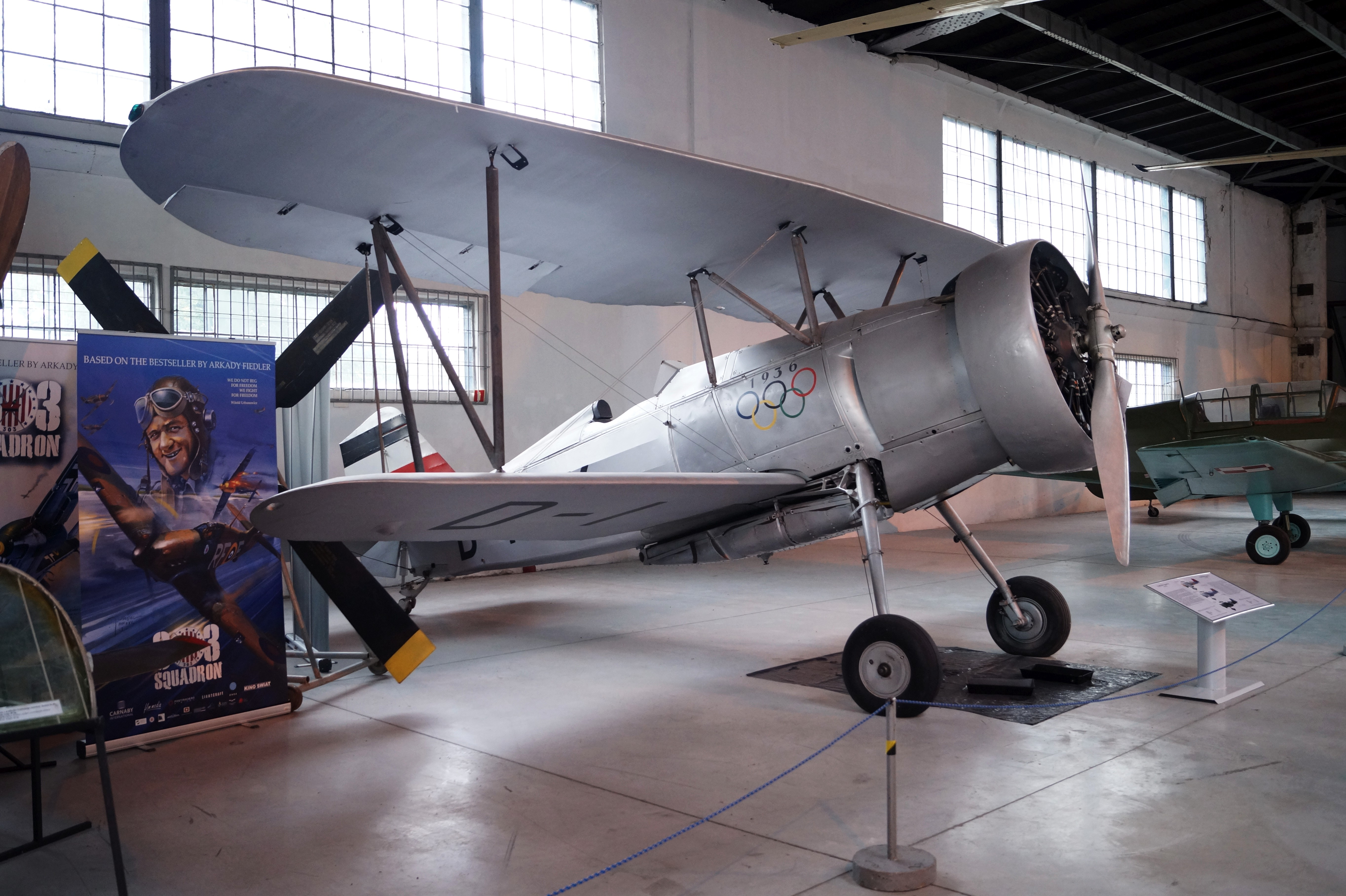
Curtiss Hawk II, geflogen von Ernst Udet

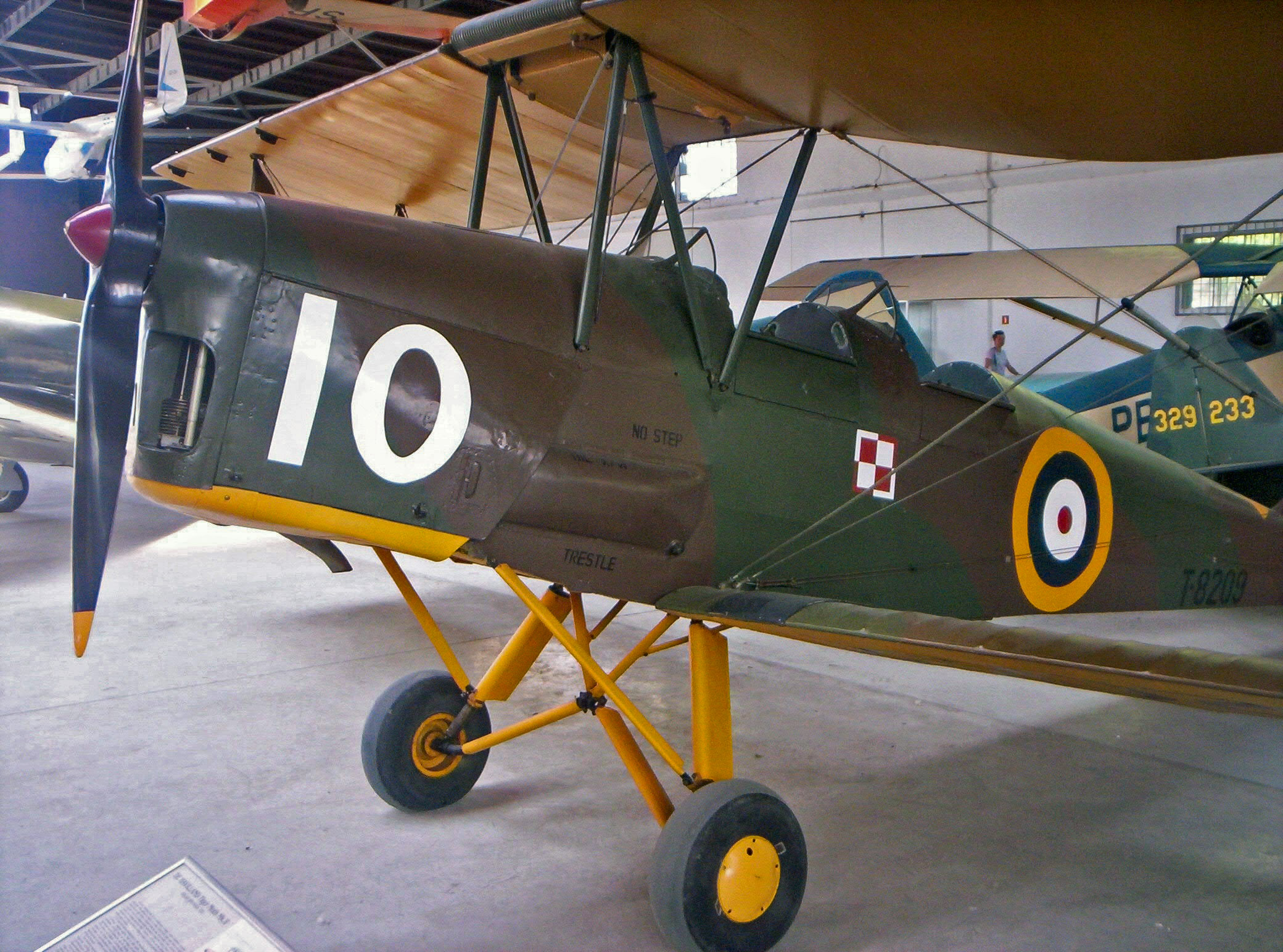
De Havilland 82A Tiger Moth II

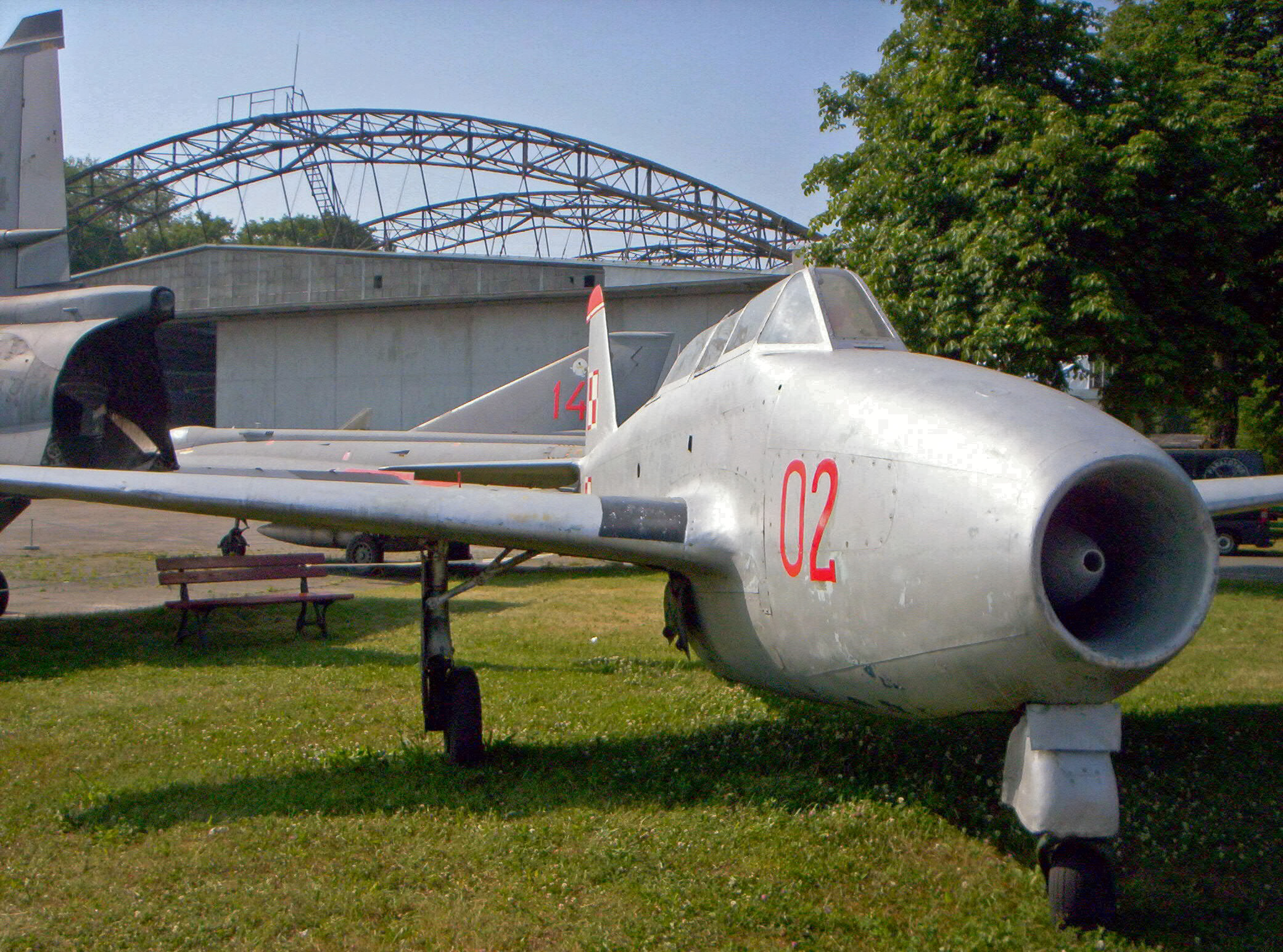
Jak-17UTI

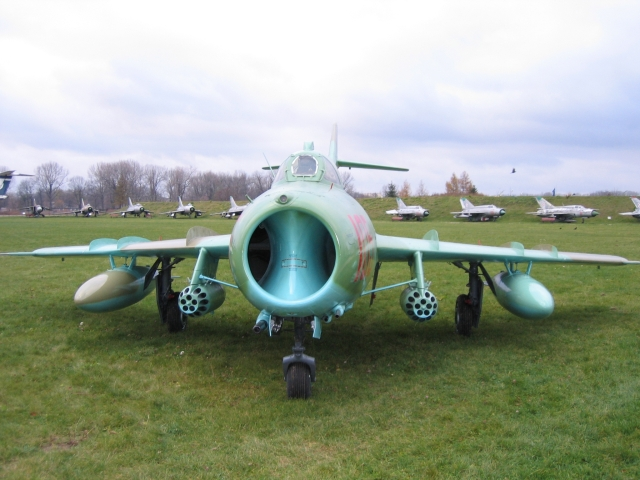
Lim-6bis im Museum, dahinter die „MiG Alley“

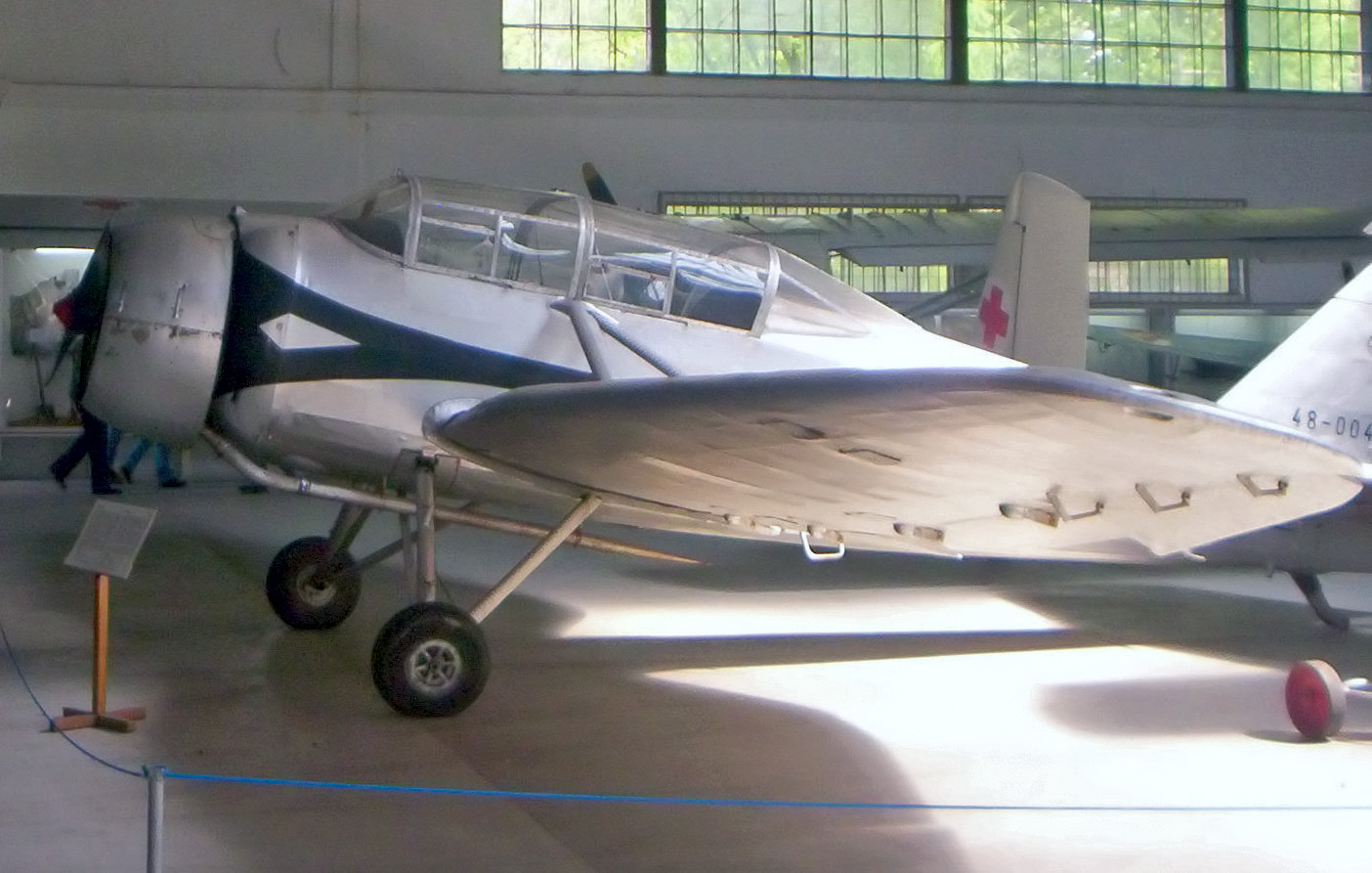
LWD Szpak 4T

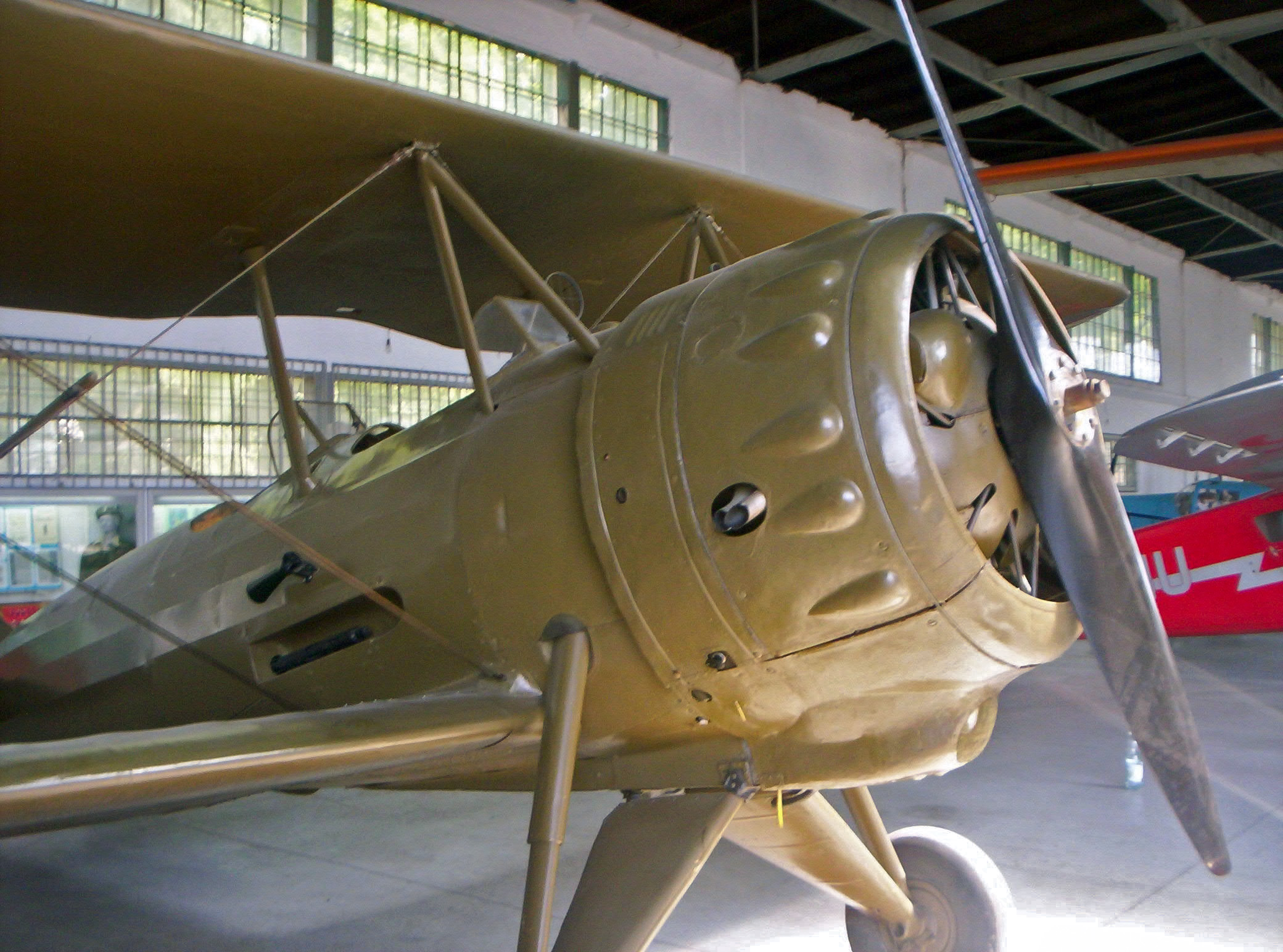
PWS-26

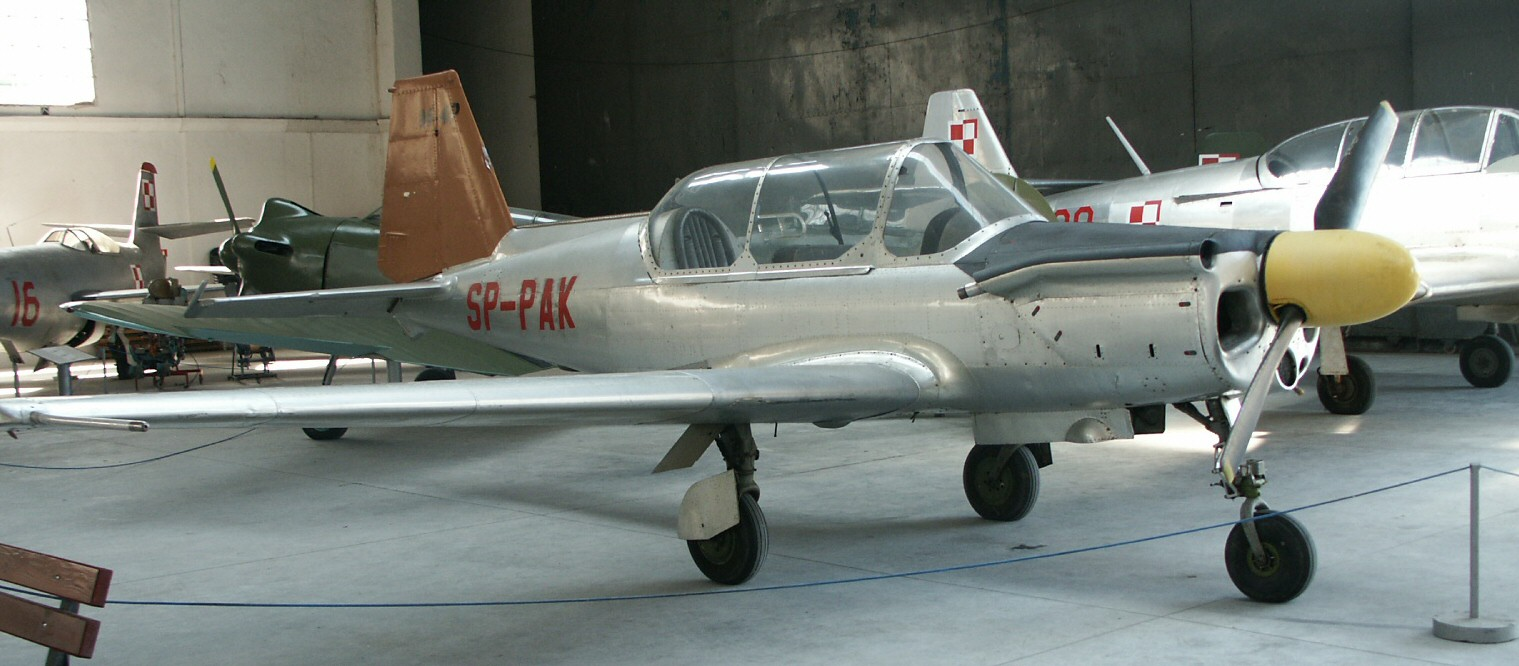
PZL M-4 Tarpan

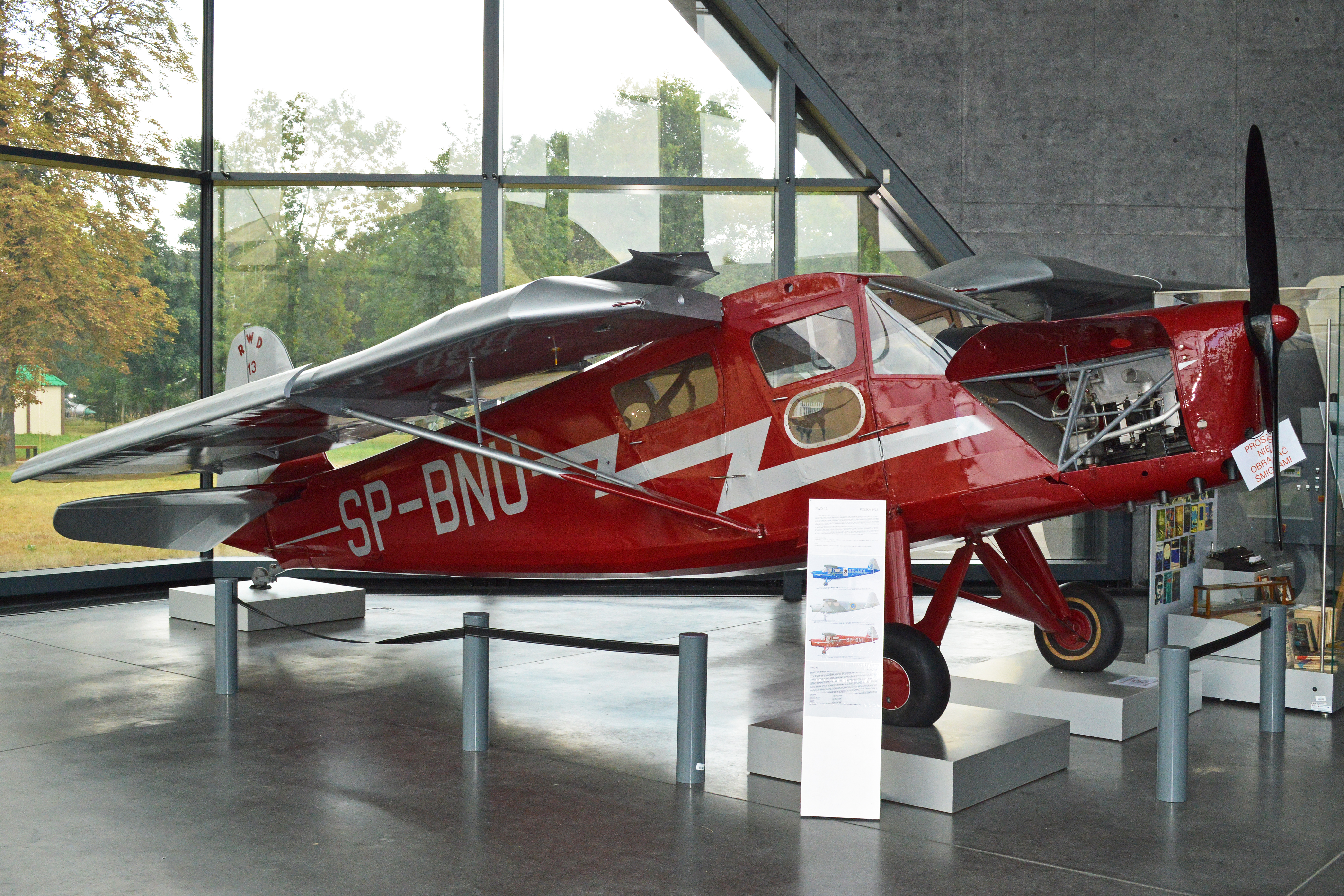
RWD-13

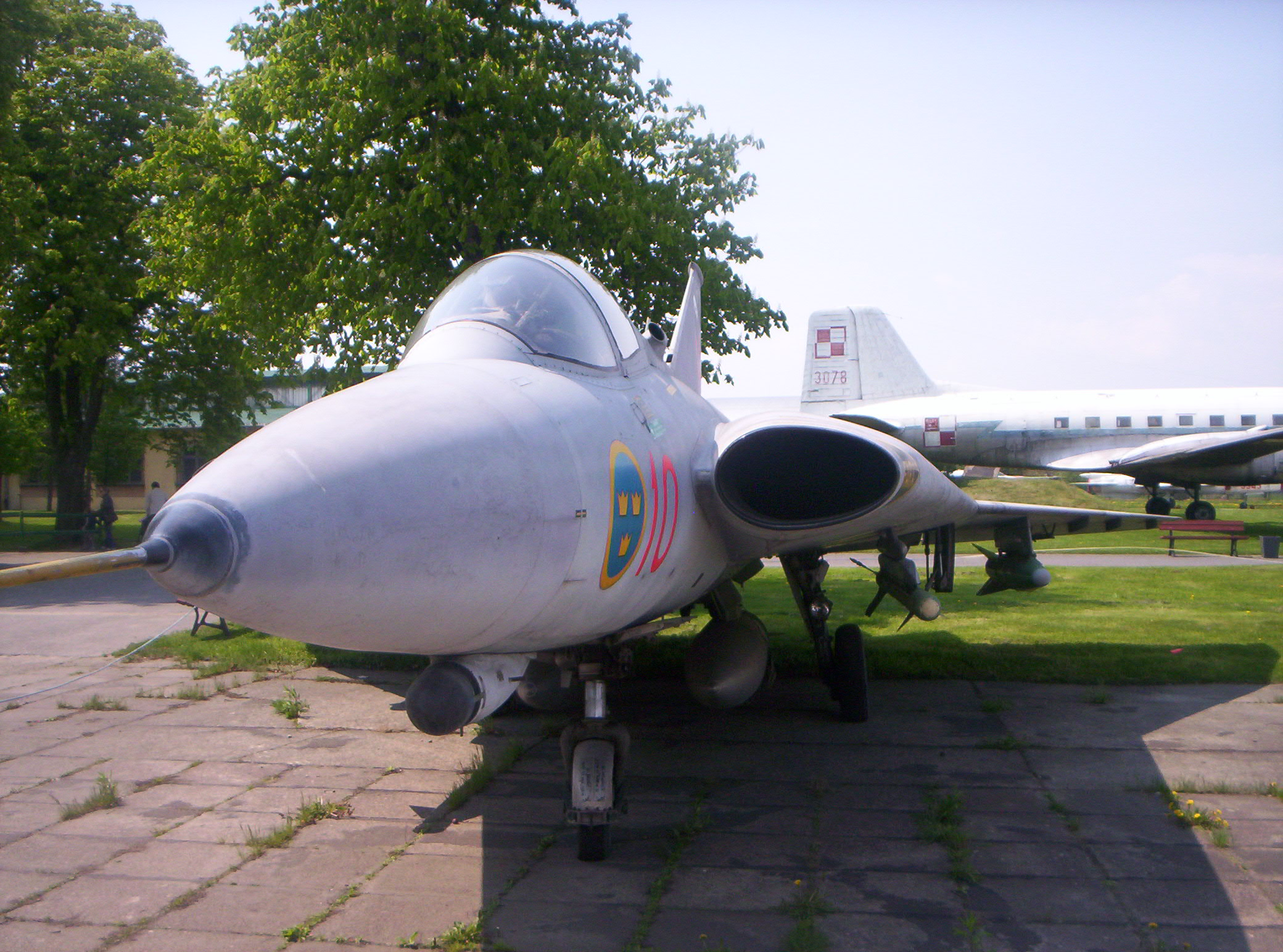
Saab J 35J Draken

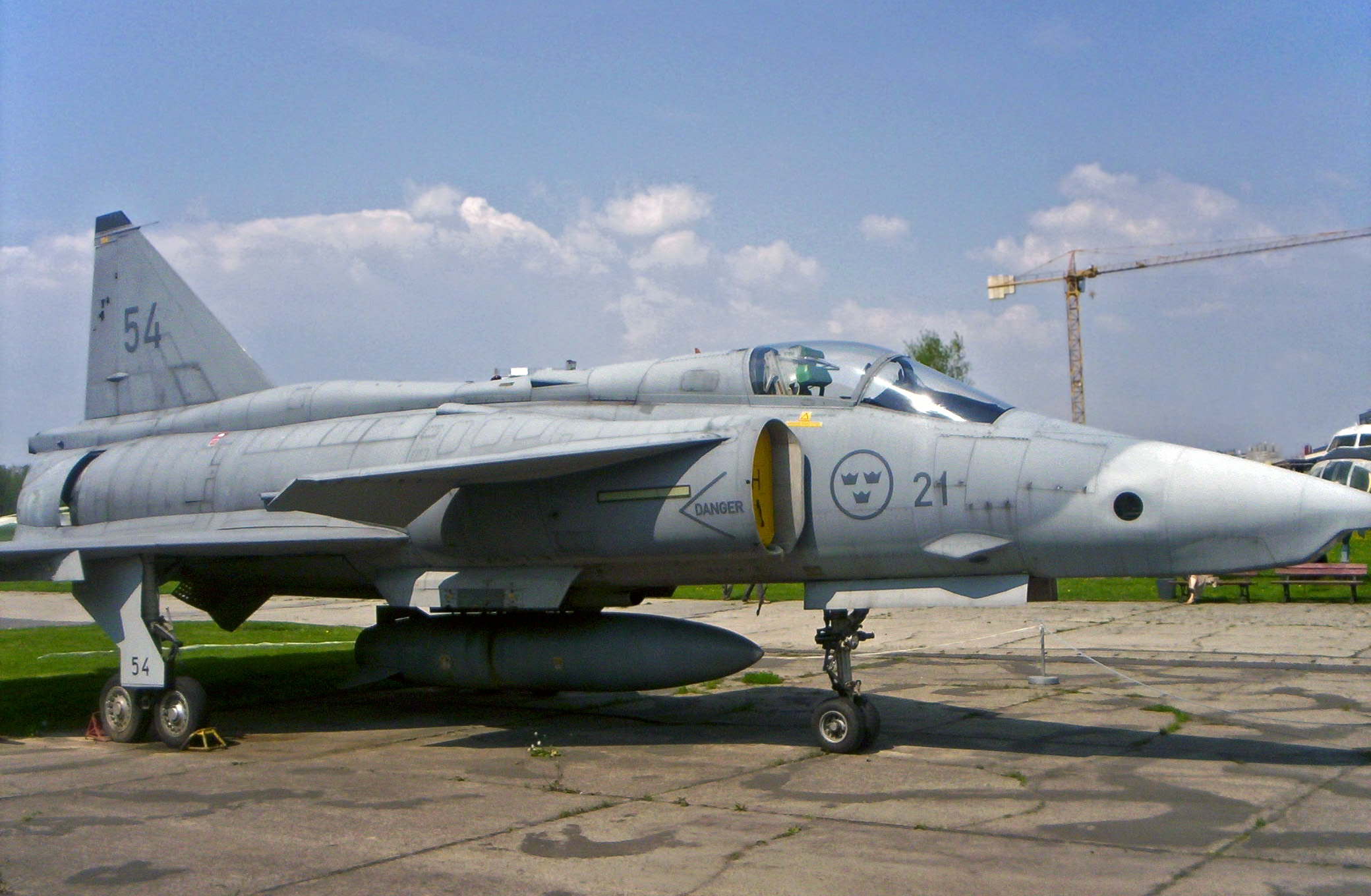
Saab AJSF 37 Viggen

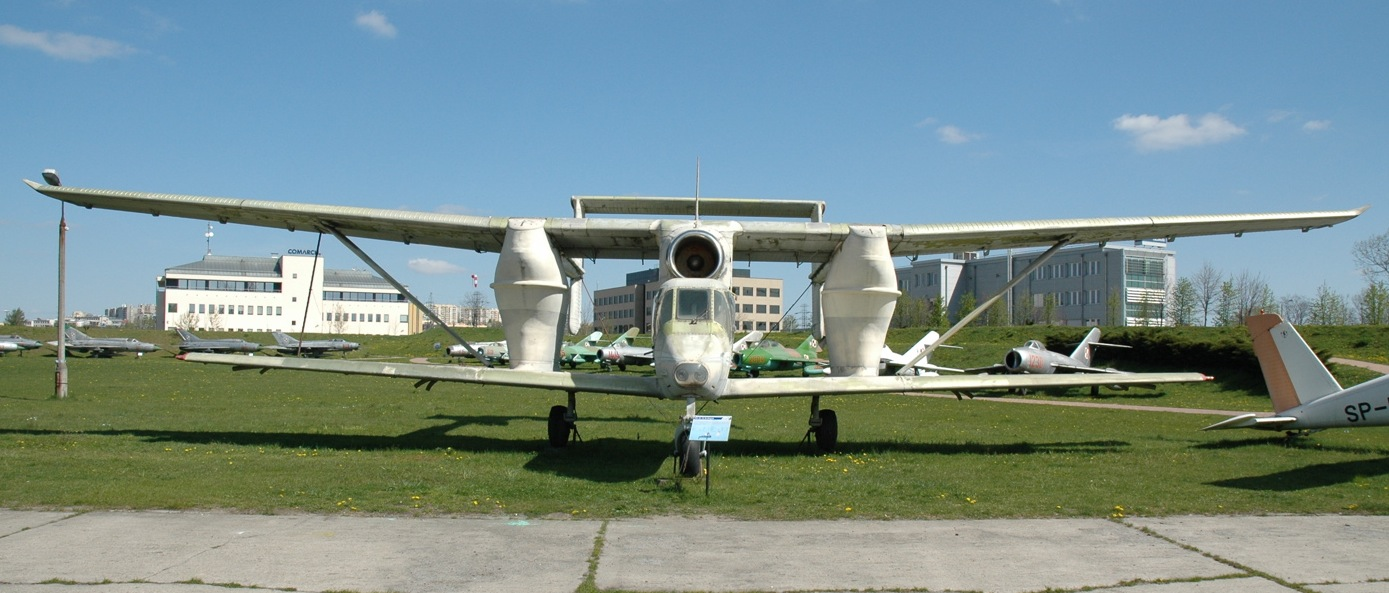
WSK-Mielec M-15 Belphegor

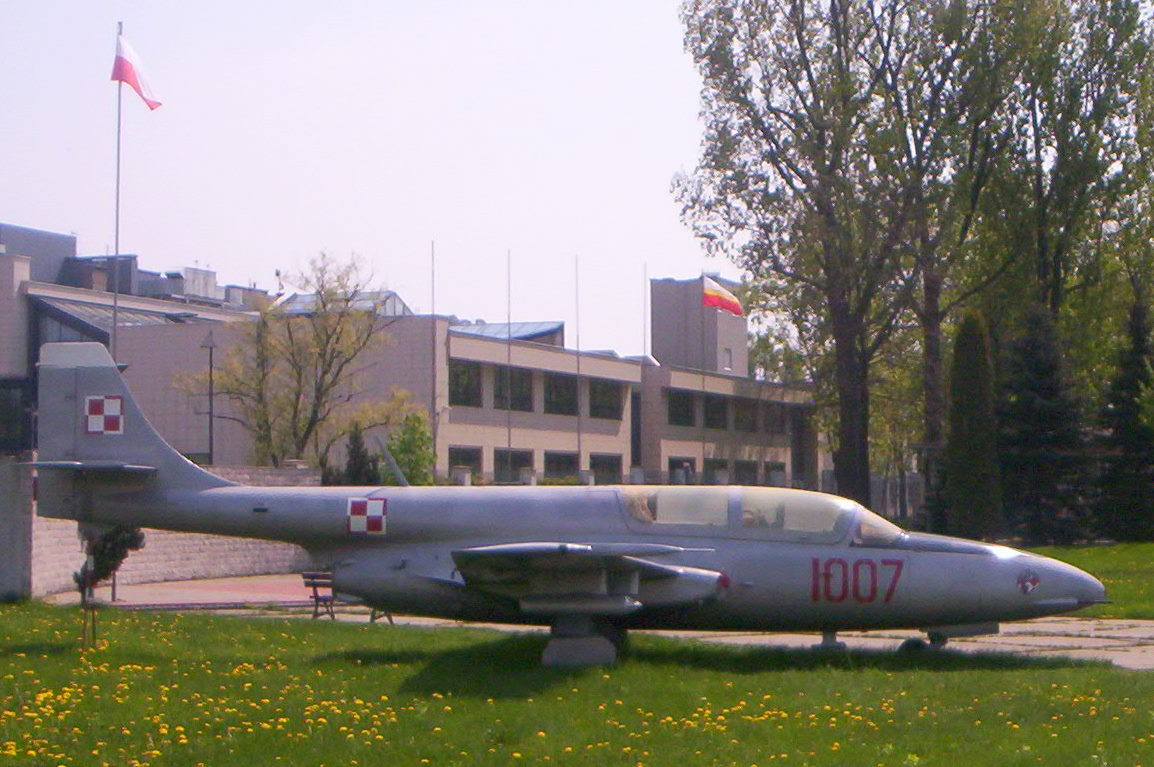
TS-11 Iskra

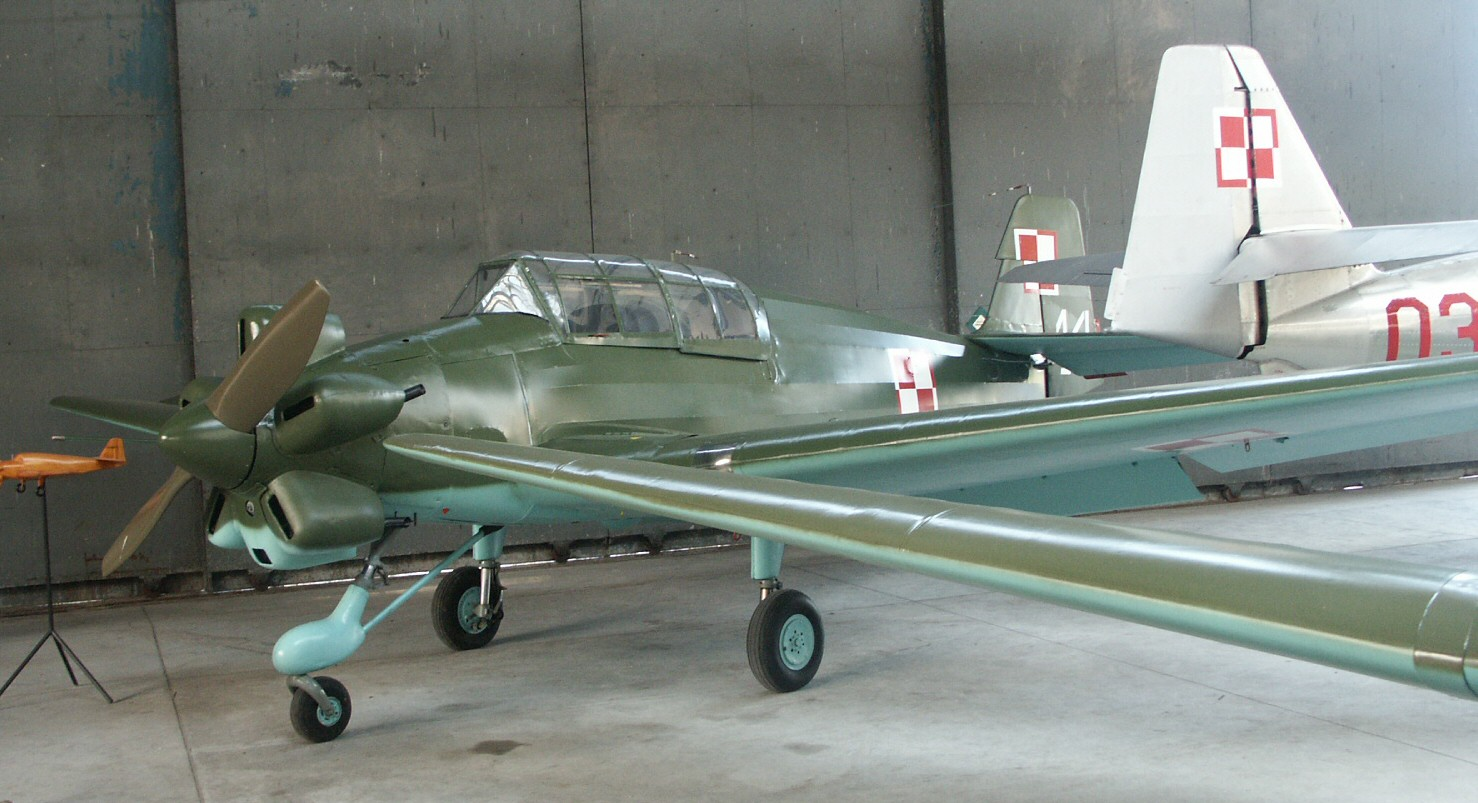
WSK TS-9 Junak 3

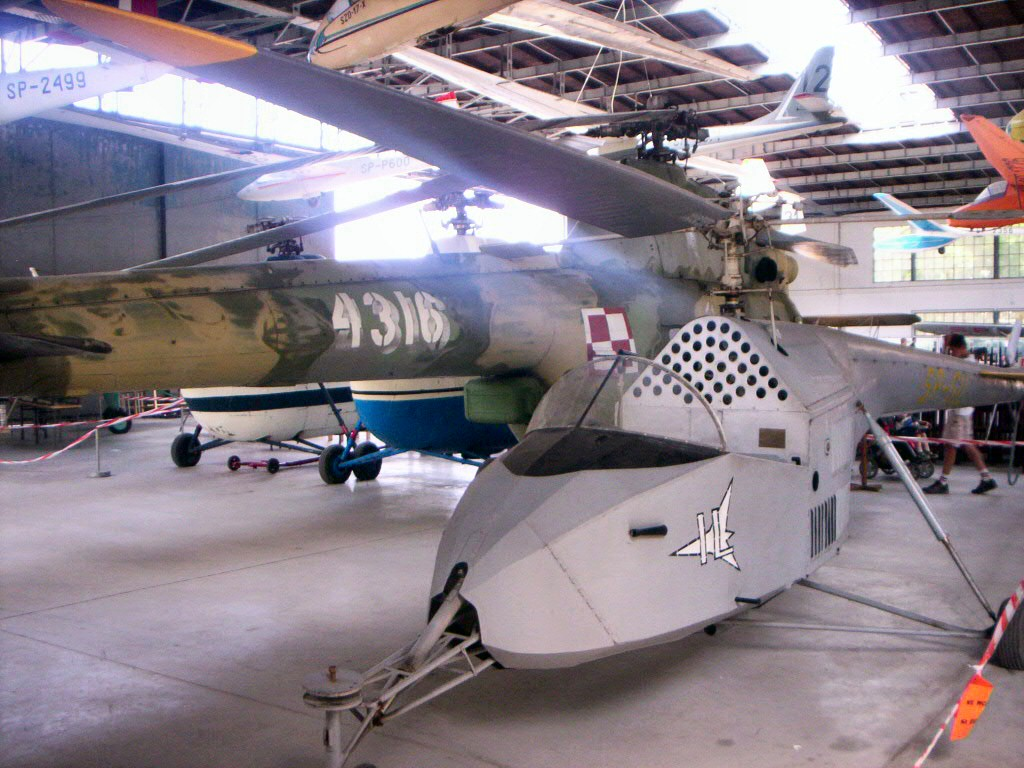
BŻ-1 GIL (SP-GIL)

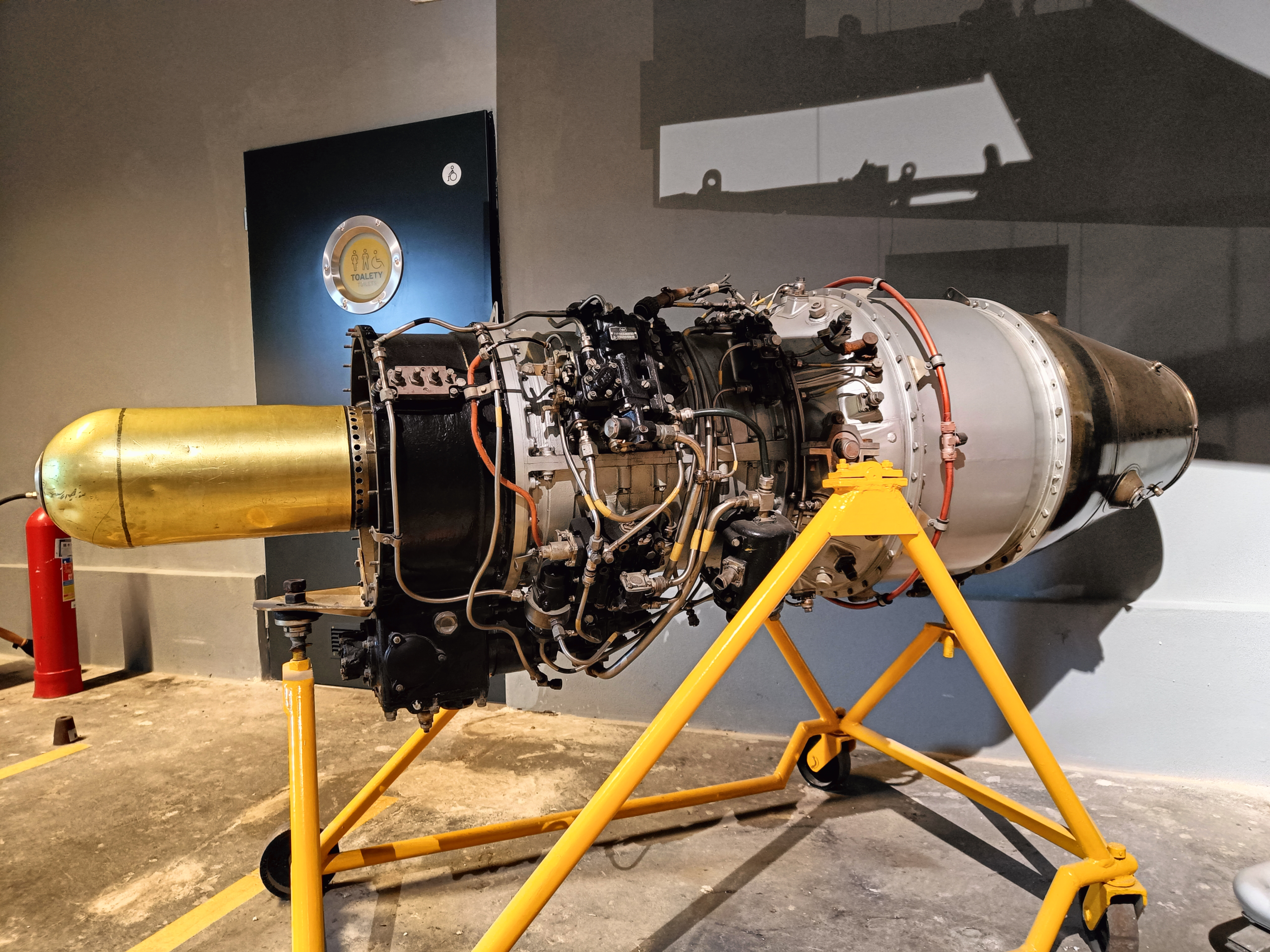
Strahltriebwerk SO-1

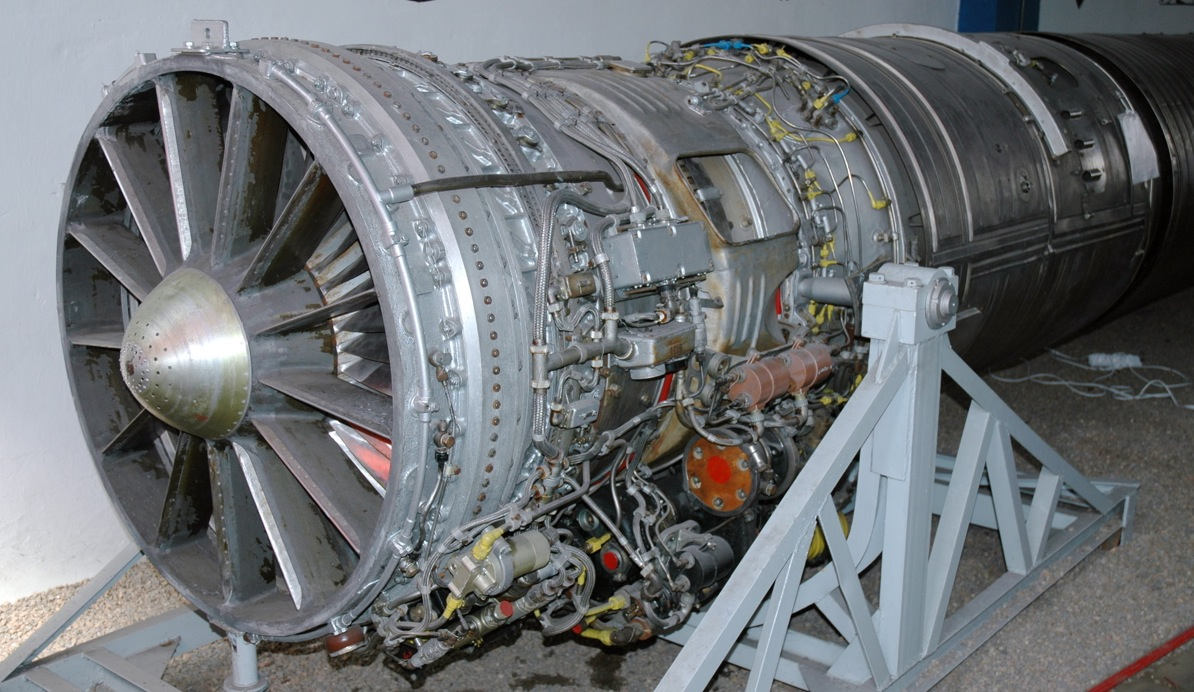
Strahltriebwerk Ljulka AL-7F

(Quelle:)

### Flugzeuge
- AEG Wagner Eule
- Aero Ae-145
- Aero L-29 Delfín
- Aero L-60 Brigadýr
- Albatros B.IIa
- Albatros C.I
- Albatros (DVL) H.1
- Albatros L.101
- Amiot AAC.1 Toucan (Ju 52/3m g14e)
- Antonow An-2R
- Antonow An-2TD
- Antonow An-26
- Avia B.33 (Iljuschin Il-10)
- Aviatik C.III
- Blériot XI
- Bücker Bü 131B Jungmann
- Cessna A-37B Dragonfly
- Cessna UC-78A Bobcat
- Curtiss Export Hawk II
- Dassault Mirage 5
- De Havilland DH.100 Vampire
- De Havilland DH.112 Sea Venom
- De Havilland 82A Tiger Moth II
- DFW C.V
- EM-10 Bielik (Mock-up)
- Fouga CM.170 Magister
- Friedrich Etrich Taube
- Geest Möwe IV
- Grigorowitsch M-15
- Halberstadt CL.II
- Hawker Siddeley Harrier GR.3
- Iljuschin Il-14S (VEB)
- Iljuschin Il-28R
- Iljuschin SIl-28
- Jakowlew Jak-11
- Jakowlew Jak-12
- Jakowlew Jak-17UTI (Jak-17W)
- Jakowlew Jak-18
- Jakowlew Jak-23
- Jakowlew Jak-40
- Let L-200A Morava
- Levavasseur Société Antoinette
- LFG Roland D.VIb
- Lissunow Li-2 (Douglas DC-3)
- Lockheed F-104S ASA-M Starfighter
- LVG B.II
- LWD Szpak 2
- LWD Zuch 2
- MAK-30
- Messerschmitt Bf 109G-6
- Messerschmitt Me 209 V1 (nur der Rumpf)
- Mikojan-Gurewitsch MiG-19 PM
- Mikojan-Gurewitsch MiG-21 F-13
- Mikojan-Gurewitsch MiG-21 MF
- Mikojan-Gurewitsch MiG-21 bis
- Mikojan-Gurewitsch MiG-21 PF
- Mikojan-Gurewitsch MiG-21 PFM
- Mikojan-Gurewitsch MiG-21 R
- Mikojan-Gurewitsch MiG-21 U
- Mikojan-Gurewitsch MiG-21 UM
- Mikojan-Gurewitsch MiG-21 US
- Mikojan-Gurewitsch MiG-23 MF
- Mikojan-Gurewitsch MiG-29GT
- North American T-6G Texan
- Northrop F-5E Tiger II
- Piper L-4A Grasshopper
- Polikarpow Po-2 LNB
- PWS-26
- WSK-Mielec M-15 Belphegor
- PZL I-22 Iryda M-93K
- PZL M-4 Tarpan
- PZL M-20 Mewa
- PZL P.11c
- PZL S-4 Kania 3
- PZL Szpak 4T
- PZL-101 Gawron
- PZL-104 Wilga
- PZL-105 Flaming
- PZL-106A Kruk
- PZL-130 Orlik
- RWD-13
- RWD-21
- Saab J 35J Draken
- Saab JASF37 Viggen
- SEPECAT Jaguar GR.1
- Sopwith F.1 Camel
- Stinson L-5 Sentinel
- Suchoi Su-7 BKL
- Suchoi Su-7 BM
- Suchoi Su-7 UM
- Suchoi Su-20
- Suchoi Su-22 M4
- Supermarine Spitfire LF Mk.XVIE
- Tupolew Tu-134A
- Tupolew Tu-2S
- WSK Lim-1
- WSK Lim-2
- WSK Lim-5
- WSK Lim-6bis
- WSK Lim-6M
- WSK Lim-6MR
- WSK MD-12F
- WSK SB Lim-2
- WSK SB Lim-2A
- WSK TS-9 Junak 3
- TS-11 Iskra bis B
- PZL TS-8 Bies
- WSK TS-9 Junak 3
- Zlín Z-26 Trenér
- Zlín Z-50LA

### Segelflugzeuge
- IS-A Salamandra
- IS-B Komar 49
- IS-C Żuraw
- IS-1 Sęp bis
- IS-3 ABC
- IS-4 Jastrząb
- PW-2 Gapa
- Swift S-1
- SZD-6X Nietoperz
- SZD-8 bis Jaskółka
- SZD-9 bis Bocian 1A
- SZD-10 bis Czapla
- SZD-12 Mucha 100
- SZD-15 Sroka
- SZD-17X Jaskółka L
- SZD-18 Czajka
- SZD-19-2A Zefir 2A
- SZD-21 Kobuz 3
- SZD-22 Mucha Standard
- SZD-25A Lis
- SZD-27 Kormoran
- SZD-43 Orion
- WWS Wrona bis
- WWS-2 Żaba

### Motorsegler
- HWL Pegaz (SP-590)

### Hubschrauber
- BŻ-1 GIL
- BŻ-4 Żuk
- JK-1 Trzmiel
- Mil Mi-4 A
- Mil Mi-4 ME
- WSK Mi-2 URP
- WSK Mi-2Ch
- WSK SM-1 (Lizenz Mil Mi-1)
- WSK SM-2

### Flugmotoren
- AI-14R
- AI-24WT
- Alfa Romeo 126 RC 34
- Argus As 5
- Argus As 7
- Argus As 8
- Argus As 10 C
- Argus As 410
- Armstrong Siddeley Genet
- Austro-Daimler DM 200
- Avia M-332
- Avia M-337
- Benz Bz IVd
- BMW 132 Z
- BMW 801 D2
- BMW IIIa
- Bramo 323 Fafnir
- Breda (lic. SPA 6a)
- Bristol Cherub I
- Bristol Pegasus X
- Clerget-Blin 9B
- Daimler F 7502
- Daimler-Benz DB 600 G
- Farman 12 WE
- Farman 9 EFR
- Gnome-Rhône 9KRd Mistral
- Gnome-Rhône 9Ab Jupiter
- GTD-350
- Hirth HM 504A
- Hirth HM 508
- Hirth HM 60R
- Hispano-Suiza 12X
- Hispano-Suiza 82
- Isotta Fraschini Bianchi V 4B
- Junkers Jumo 205
- Junkers Jumo 211
- Junkers L 8
- Klimow M-103
- Klimow WK-105 PF
- Le Rhône 9
- Liberty L-12
- LIT-3 (liz. Iwtschenko AI-26)
- Lorraine-Dietrich 12 EB
- Ljulka AL-7F
- Maybach HSLU
- Maybach Mb IV
- Mercedes D IIIa
- Mercedes D IVa
- Mercedes D IVb
- Mercedes E 4F
- Mikulin AM-34
- Mikulin AM-35A
- Mikulin AM-38F
- Mikulin M-42
- NAG C III
- Praga Doris 208B
- Pratt & Whitney Twin Wasp
- PZInż. Junior
- PZInż. Major Typ 4
- PZL Pegaz II
- PZL Pegaz VIII
- PZL WN-3
- R-11
- R-13
- R-27
- RAF 3A Napier
- RAF 4A Daimler
- RD-10A
- RD-500
- RD-9B
- Renault 12FE
- Renault 6Q11
- Rolls-Royce Eagle Mk IX
- Rolls-Royce Kestrel II S
- Rolls-Royce Merlin Mk XX
- 9D21
- R-11 (SCUD)
- Salmson 9 AD
- Salmson Z-9
- Siemens-Halske Sh 14
- Wójcicki’s ramjet engine
- Sunbeam Mohawk
- Schwezow ASch-21
- Schwezow ASch-62 IR
- Schwezow ASch-82 FN
- Schwezow M-11 D
- Schwezow M-11 FR
- Walter HWK 109-501
- Walter HWK 109-507
- Walter Minor 4-III
- Walter Mistral K-14
- Wright R-2600-23 Cyclone 14
- Wright Whirlwind R-975
- WSK Lis-2
- WSK NP-1
- WSK SO-1